# Équipe de Madagascar de football à la Coupe d'Afrique des nations 2019
L’équipe de Madagascar de football participe à la Coupe d'Afrique des nations 2019 organisée en Égypte du 21 juin au 19 juillet 2019. Pour leur première participation, les Barea accèdent aux quarts de finale, où ils sont éliminés par la Tunisie (0-3).

## Qualifications
Madagascar est placé dans le groupe A des qualifications qui se déroulent du 9 juin 2017 au 23 mars 2019. Sa qualification est acquise dès la quatrième journée.

### Résultats
| Rang | Équipe             | Pts | J | G | N | P | Bp | Bc | Diff |  | Résultats (▼ dom., ► ext.) |     |     |     |     |
| ---- | ------------------ | --- | - | - | - | - | -- | -- | ---- |  | -------------------------- | --- | --- | --- | --- |
| 1    | Sénégal            | 16  | 6 | 5 | 1 | 0 | 12 | 2  | +10  |  | Sénégal                    |     | 2-0 | 3-0 | 3-0 |
| 2    | Madagascar         | 10  | 6 | 3 | 1 | 2 | 8  | 8  | 0    |  | Madagascar                 | 2-2 |     | 1-0 | 1-3 |
| 3    | Guinée équatoriale | 6   | 6 | 2 | 0 | 4 | 5  | 7  | -2   |  | Guinée équatoriale         | 0-1 | 0-1 |     | 1-0 |
| 4    | Soudan             | 3   | 6 | 1 | 0 | 5 | 5  | 13 | -8   |  | Soudan                     | 0-1 | 1-3 | 1-4 |     |

| 9 juin 2017 | Soudan       | 1 - 3 | Madagascar                               |                                                       |                                                       |
| 22h00 UTC+3 | El Tahir 72e | (0-1) | 15e 83e Andriatsima · 62e (pen.) Carolus | Al Merreikh Stadium, Khartoum Arbitrage : Sadok Selmi | Al Merreikh Stadium, Khartoum Arbitrage : Sadok Selmi |
| 22h00 UTC+3 | Rapport      |       |                                          | Al Merreikh Stadium, Khartoum Arbitrage : Sadok Selmi | Al Merreikh Stadium, Khartoum Arbitrage : Sadok Selmi |

| 9 septembre 2018 | Madagascar                      | 2 - 2 | Sénégal                      |                                                                      |                                                                      |
| | Voavy 44e · Koulibaly 66e (csc) | (1-1) | 26e Konaté · 63e Keita Baldé | Stade municipal de Mahamasina, Antananarivo Arbitrage : Joshua Bondo | Stade municipal de Mahamasina, Antananarivo Arbitrage : Joshua Bondo |
| Andriatsima 38e · Fontaine 64e · Andriamanitsinoro 67e | Rapport                         | 26e Mbengue · 71e I. Sarr · 72e Koulibaly · 76e B. Ndiaye · 88e Kouyaté ·                                                                        |                              | Stade municipal de Mahamasina, Antananarivo Arbitrage : Joshua Bondo | Stade municipal de Mahamasina, Antananarivo Arbitrage : Joshua Bondo |
| Randrianasolo — Andriatsima, Razak, Ilaimaharitra (Randriambololona, 71e), Rakotoharimalala (Caloin, 93e), Voavy (Andriamanitsinoro, 67e), Nomenjanahary, Amada, Métanire, Fontaine, Mombris | Équipes                         | Gomis — Gassama, Sané, Koulibaly, Mbengue — I. Sarr (Ndoye, 75e), Kouyaté, B. Ndiaye, Keita Baldé (Am. Ndiaye, 85e) — Mané, Konaté (Diagne, 90e) |                              | Stade municipal de Mahamasina, Antananarivo Arbitrage : Joshua Bondo | Stade municipal de Mahamasina, Antananarivo Arbitrage : Joshua Bondo |

| 13 octobre 2018 | Guinée équatoriale | 0 - 1 | Madagascar      |                                                     |                                                     |
|                 |                    | (0-1) | 19e Andriatsima | Stade Nkoantoma, Bata Arbitrage : Mehdi Abid Charef | Stade Nkoantoma, Bata Arbitrage : Mehdi Abid Charef |
|                 | Rapport            |       |                 | Stade Nkoantoma, Bata Arbitrage : Mehdi Abid Charef | Stade Nkoantoma, Bata Arbitrage : Mehdi Abid Charef |

| 16 octobre 2018 | Madagascar           | 1 - 0 | Guinée équatoriale |                                                                                    |                                                                                    |
| 11h30 (UTC)     | Rakotoharimalala 42e | (1-0) |                    | Complexe culturel et sportif de la CNAPS, Antananarivo Arbitrage : Mahamadou Keita | Complexe culturel et sportif de la CNAPS, Antananarivo Arbitrage : Mahamadou Keita |
| 11h30 (UTC)     | Rapport              |       |                    | Complexe culturel et sportif de la CNAPS, Antananarivo Arbitrage : Mahamadou Keita | Complexe culturel et sportif de la CNAPS, Antananarivo Arbitrage : Mahamadou Keita |

| 18 novembre 2018 | Madagascar            | 1 - 3 | Soudan                             |                                                                                          |                                                                                          |
|                  | Andriamanitsinoro 77e | (0-1) | 2e Musa · 61e Abuaagla · 85e Yasir | Complexe culturel et sportif de la CNAPS, Antananarivo Arbitrage : Bamlak Tessema Weyesa | Complexe culturel et sportif de la CNAPS, Antananarivo Arbitrage : Bamlak Tessema Weyesa |
|                  | Rapport               |       |                                    | Complexe culturel et sportif de la CNAPS, Antananarivo Arbitrage : Bamlak Tessema Weyesa | Complexe culturel et sportif de la CNAPS, Antananarivo Arbitrage : Bamlak Tessema Weyesa |

| 23 mars 2019 | Sénégal | 2 - 0   | Madagascar |                                                    |                                                    |
| 19h00 (UTC)  | Niang 27e 56e | (1-0)   | | Stade Lat-Dior, Thiès Arbitrage : Youssef Essrayri | Stade Lat-Dior, Thiès Arbitrage : Youssef Essrayri |
| 19h00 (UTC)  | | Rapport | 30e Fontaine · | Stade Lat-Dior, Thiès Arbitrage : Youssef Essrayri | Stade Lat-Dior, Thiès Arbitrage : Youssef Essrayri |
| 19h00 (UTC)  | Mendy — Wagué, Sané, Koulibaly, Sabaly — Gueye, B. Ndiaye — Diatta (Al. N'Diaye, 75e), Mané, I. Sarr (Thioub, 86e) — Niang (Konaté, 69e) | Équipes | Dabo — Métanire, Morel, Fontaine, Mombris — Abel (Ilaimaharitra, 66e) , Amada, Rakotoharimalala — Andriamanitsinoro, Voavy, Andriatsima | Stade Lat-Dior, Thiès Arbitrage : Youssef Essrayri | Stade Lat-Dior, Thiès Arbitrage : Youssef Essrayri |

### Statistiques

#### Buteurs
| Buts | Joueurs                              |
| ---- | ------------------------------------ |
| 3    | Faneva Andriatsima                   |
| 2    | Andria Carolus                       |
| 1    | Njiva Rakotoharimalala, Paulin Voavy |
| csc  | Cheikhou Kouyaté                     |

## Préparation
Madagascar commence sa préparation par un stage en France. Les Barea disputent leur premier match amical le 2 juin au Luxembourg ; ils concèdent le nul (3-3) en encaissant deux buts dans les arrêts de jeu. Cinq jours plus tard, ils s'inclinent face au Kenya (1-0), après un penalty manqué de Carolus. Ils continuent leur préparation à Madagascar avant d'effectuer un dernier stage au Maroc où ils s'inclinent face à la Mauritanie (1-3) lors d'un ultime match amical.
| 2 juin 2019 | Luxembourg                              | 3 - 3 | Madagascar                                       |                                |                                |
| 19h00       | Thill 2e · Selimovic 90+1e · Jans 90+2e | (1-2) | 35e Voavy · 37e (pen.) Andriatsima · 62e Carolus | Stade Josy-Barthel, Luxembourg | Stade Josy-Barthel, Luxembourg |

| 7 juin 2019 | Kenya              | 1 - 0 | Madagascar |                               |                               |
| 20h00       | Wanyama 67e (pen.) | (0-0) |            | Stade Robert-Bobin, Bondoufle | Stade Robert-Bobin, Bondoufle |

| 14 juin 2019 | Mauritanie              | 3 - 1 | Madagascar |           |           |
|              | Diaw · Ad. Ba · Diakité |       | Raveloson  | Marrakech | Marrakech |

## Compétition

### Tirage au sort
Le tirage au sort de la CAN se déroule 12 avril 2019 au Caire, face au Sphinx et aux Pyramides. Les équipes qualifiées sont réparties en quatre chapeaux en fonction de leurs classements FIFA et de leurs performances dans les trois CAN précédentes. Madagascar, 107e mondial et 24e sélection africaine, est placé dans le chapeau 3 en raison de son classement FIFA.
Le tirage au sort donne alors comme adversaires des Malgache, le Nigeria (chapeau 1, 42e au classement FIFA), la Guinée (chapeau 2, 68e) et le Burundi (chapeau 4, 136e) dans le groupe B.

### Effectif
La sélection malgache est dévoilée le 8 juin.

### Premier tour
| Rang | Équipe     | Pts | J | G | N | P | Bp | Bc | Diff |  | Résultats (▼ dom., ► ext.) |     |     |     |     |
| ---- | ---------- | --- | - | - | - | - | -- | -- | ---- |  | -------------------------- | --- | --- | --- | --- |
| 1    | Madagascar | 7   | 3 | 2 | 1 | 0 | 5  | 2  | +3   |  | Madagascar                 |     | 2-0 | 2-2 | 1-0 |
| 2    | Nigeria    | 6   | 3 | 2 | 0 | 1 | 2  | 2  | 0    |  | Nigeria                    | 0-2 |     | 1-0 | 1-0 |
| 3    | Guinée     | 4   | 3 | 1 | 1 | 1 | 4  | 3  | +1   |  | Guinée                     | 2-2 | 0-1 |     | 2-0 |
| 4    | Burundi    | 0   | 3 | 0 | 0 | 3 | 0  | 4  | -4   |  | Burundi                    | 0-1 | 0-1 | 0-2 |     |

     Équipe qualifiée ou victorieuse; Pts = points; J = joués; G = gagnés; N = nuls; P = perdus;
Bp = buts pour; Bc = buts contre; Diff = différence de buts
| 22 juin 2019 | Guinée                       | 2 - 2   | Madagascar                                   | Stade d'Alexandrie, Alexandrie            |                                           |
| 22h00 CAT    | Kaba 34e · Kamano 66e (pen.) | (1 - 0) | 49e Abel · 55e Andriamatsinoro               | Spectateurs : 5 342 Arbitrage : Amin Omar | Spectateurs : 5 342 Arbitrage : Amin Omar |
| 22h00 CAT    |                              | Rapport | 53e Amada · 65e Métanire · 81e Ilaimaharitra | Spectateurs : 5 342 Arbitrage : Amin Omar | Spectateurs : 5 342 Arbitrage : Amin Omar |

| 27 juin 2019 | Madagascar        | 1 - 0   | Burundi    | Stade d'Alexandrie, Alexandrie                 |                                                |
| 16h30 CAT    | Ilaimaharitra 75e | (0 - 0) |            | Spectateurs : 4 900 Arbitrage : Haythem Guirat | Spectateurs : 4 900 Arbitrage : Haythem Guirat |
| 16h30 CAT    | Mombris 81e       | Rapport | 57e Amissi | Spectateurs : 4 900 Arbitrage : Haythem Guirat | Spectateurs : 4 900 Arbitrage : Haythem Guirat |

| 30 juin 2019 | Madagascar                              | 2 - 0   | Nigeria | Stade d'Alexandrie, Alexandrie                 |                                                |
| 18h00 CAT    | Nomenjanahary 13e · Andriamatsinoro 53e | (1 - 0) |         | Spectateurs : 9 895 Arbitrage : Bakary Gassama | Spectateurs : 9 895 Arbitrage : Bakary Gassama |
| 18h00 CAT    | Ilaimaharitra 80e                       | Rapport |         | Spectateurs : 9 895 Arbitrage : Bakary Gassama | Spectateurs : 9 895 Arbitrage : Bakary Gassama |

### Phase à élimination directe
| Huitième de finale       | Madagascar                            | 2 - 2 a. p.     | RD Congo                               | Stade d'Alexandrie, Alexandrie                        |                                                       |
| 7 juillet 2019 18h00 CAT | Amada 9e · Andriatsima 77e            | (1 - 1, 2 - 2)  | 21e Bakambu · 90e Mbemba               | Spectateurs : 5 890 Arbitrage : Noureddine El Jaafari | Spectateurs : 5 890 Arbitrage : Noureddine El Jaafari |
| 7 juillet 2019 18h00 CAT |                                       | Rapport         | 45+1e Mulumbu ·                        | Spectateurs : 5 890 Arbitrage : Noureddine El Jaafari | Spectateurs : 5 890 Arbitrage : Noureddine El Jaafari |
| 7 juillet 2019 18h00 CAT | Amada · Métanire · Fontaine · Mombris | Tirs au but 4-2 | Tisserand · Bakambu · M'Poku · Bolasie | Spectateurs : 5 890 Arbitrage : Noureddine El Jaafari | Spectateurs : 5 890 Arbitrage : Noureddine El Jaafari |

| Quart de finale           | Madagascar      | 0 - 3   | Tunisie                              | Stade Al Salam, Le Caire |                         |
| 11 juillet 2019 21h00 CAT |                 | (0 - 0) | 52e Sassi · 60e Msakni · 90+3e Sliti | Arbitrage : Sidi Alioum  | Arbitrage : Sidi Alioum |
| 11 juillet 2019 21h00 CAT | Anicet Abel 86e | Rapport |                                      | Arbitrage : Sidi Alioum  | Arbitrage : Sidi Alioum |

### Temps de jeu
| Gardiens                      | Gardiens | Gardiens | Gardiens | Gardiens | Gardiens | Gardiens | Gardiens | Gardiens | Gardiens | Gardiens | Gardiens | Gardiens | Abréviations et symboles : TT : Total de minutes jouées MJ : Nombre de matchs joués MT : Matchs joués en tant que titulaire : but : passe décisive : joueur entré : joueur remplacé : capitaine : carton jaune : carton rouge |
| Melvin Adrien                 | 90       | 90       | 90       | 120      | 90       | 480      | -        | -        | 5        | 5        |          |          | Abréviations et symboles : TT : Total de minutes jouées MJ : Nombre de matchs joués MT : Matchs joués en tant que titulaire : but : passe décisive : joueur entré : joueur remplacé : capitaine : carton jaune : carton rouge |
| Ibrahima Dabo                 | -        | -        | -        | -        | -        | -        | -        | -        | -        | -        |          |          | Abréviations et symboles : TT : Total de minutes jouées MJ : Nombre de matchs joués MT : Matchs joués en tant que titulaire : but : passe décisive : joueur entré : joueur remplacé : capitaine : carton jaune : carton rouge |
| Jean Dieu-Donné Randrianasolo | -        | -        | -        | -        | -        | -        | -        | -        | -        | -        |          |          | Abréviations et symboles : TT : Total de minutes jouées MJ : Nombre de matchs joués MT : Matchs joués en tant que titulaire : but : passe décisive : joueur entré : joueur remplacé : capitaine : carton jaune : carton rouge |
| Défenseurs                    |          |          |          |          |          |          |          |          |          |          |          |          | Abréviations et symboles : TT : Total de minutes jouées MJ : Nombre de matchs joués MT : Matchs joués en tant que titulaire : but : passe décisive : joueur entré : joueur remplacé : capitaine : carton jaune : carton rouge |
| Gervais Randrianarisoa        | -        | -        | 72       | -        | -        | 28       | -        | -        | 1        | -        |          |          | Abréviations et symboles : TT : Total de minutes jouées MJ : Nombre de matchs joués MT : Matchs joués en tant que titulaire : but : passe décisive : joueur entré : joueur remplacé : capitaine : carton jaune : carton rouge |
| Pascal Razakanantenaina       | 90       | 90       | 72       | 120      | 65       | 437      | -        | 1        | 5        | 5        |          |          | Abréviations et symboles : TT : Total de minutes jouées MJ : Nombre de matchs joués MT : Matchs joués en tant que titulaire : but : passe décisive : joueur entré : joueur remplacé : capitaine : carton jaune : carton rouge |
| Jérémy Morel                  | -        | -        | -        | 104      | 65       | 51       | -        | -        | 2        | -        |          |          | Abréviations et symboles : TT : Total de minutes jouées MJ : Nombre de matchs joués MT : Matchs joués en tant que titulaire : but : passe décisive : joueur entré : joueur remplacé : capitaine : carton jaune : carton rouge |
| Thomas Fontaine               | 90       | 90       | 90       | 120      | 90       | 480      | -        | -        | 5        | 5        |          |          | Abréviations et symboles : TT : Total de minutes jouées MJ : Nombre de matchs joués MT : Matchs joués en tant que titulaire : but : passe décisive : joueur entré : joueur remplacé : capitaine : carton jaune : carton rouge |
| Jérôme Mombris                | 90       | 90       | 90       | 120      | 90       | 480      | -        | -        | 5        | 5        |          |          | Abréviations et symboles : TT : Total de minutes jouées MJ : Nombre de matchs joués MT : Matchs joués en tant que titulaire : but : passe décisive : joueur entré : joueur remplacé : capitaine : carton jaune : carton rouge |
| Romain Métanire               | 90       | 90       | 90       | 120      | 90       | 480      | -        | 1        | 5        | 5        |          |          | Abréviations et symboles : TT : Total de minutes jouées MJ : Nombre de matchs joués MT : Matchs joués en tant que titulaire : but : passe décisive : joueur entré : joueur remplacé : capitaine : carton jaune : carton rouge |
| Toavina Rembeloson            | -        | -        | -        | -        | -        | -        | -        | -        | -        | -        |          |          | Abréviations et symboles : TT : Total de minutes jouées MJ : Nombre de matchs joués MT : Matchs joués en tant que titulaire : but : passe décisive : joueur entré : joueur remplacé : capitaine : carton jaune : carton rouge |
| Baggio Rakotoarisoa           | -        | -        | -        | -        | -        | -        | -        | -        | -        | -        |          |          | Abréviations et symboles : TT : Total de minutes jouées MJ : Nombre de matchs joués MT : Matchs joués en tant que titulaire : but : passe décisive : joueur entré : joueur remplacé : capitaine : carton jaune : carton rouge |
| Rayan Raveloson               | 63       | 73       | 85       | 57       | -        | 116      | -        | -        | 4        | 1        |          |          | Abréviations et symboles : TT : Total de minutes jouées MJ : Nombre de matchs joués MT : Matchs joués en tant que titulaire : but : passe décisive : joueur entré : joueur remplacé : capitaine : carton jaune : carton rouge |
| Milieux                       |          |          |          |          |          |          |          |          |          |          |          |          | Abréviations et symboles : TT : Total de minutes jouées MJ : Nombre de matchs joués MT : Matchs joués en tant que titulaire : but : passe décisive : joueur entré : joueur remplacé : capitaine : carton jaune : carton rouge |
| Anicet Abel                   | 90       | 90       | 90       | 120      | 90       | 480      | 1        | -        | 5        | 5        |          |          | Abréviations et symboles : TT : Total de minutes jouées MJ : Nombre de matchs joués MT : Matchs joués en tant que titulaire : but : passe décisive : joueur entré : joueur remplacé : capitaine : carton jaune : carton rouge |
| Ibrahim Amada                 | 63       | 59       | 85       | 120      | 90       | 417      | 1        | -        | 5        | 5        |          |          | Abréviations et symboles : TT : Total de minutes jouées MJ : Nombre de matchs joués MT : Matchs joués en tant que titulaire : but : passe décisive : joueur entré : joueur remplacé : capitaine : carton jaune : carton rouge |
| Marco Ilaimaharitra           | 90       | 90       | 90       | -        | 76       | 346      | 1        | -        | 4        | 4        |          |          | Abréviations et symboles : TT : Total de minutes jouées MJ : Nombre de matchs joués MT : Matchs joués en tant que titulaire : but : passe décisive : joueur entré : joueur remplacé : capitaine : carton jaune : carton rouge |
| Dimitry Caloin                | -        | -        | -        | 88       | -        | 32       | -        | -        | 1        | -        |          |          | Abréviations et symboles : TT : Total de minutes jouées MJ : Nombre de matchs joués MT : Matchs joués en tant que titulaire : but : passe décisive : joueur entré : joueur remplacé : capitaine : carton jaune : carton rouge |
| Arohasina Andrianarimanana    | -        | -        | -        | 57       | -        | 63       | -        | -        | 1        | -        |          |          | Abréviations et symboles : TT : Total de minutes jouées MJ : Nombre de matchs joués MT : Matchs joués en tant que titulaire : but : passe décisive : joueur entré : joueur remplacé : capitaine : carton jaune : carton rouge |
| Attaquants                    |          |          |          |          |          |          |          |          |          |          |          |          | Abréviations et symboles : TT : Total de minutes jouées MJ : Nombre de matchs joués MT : Matchs joués en tant que titulaire : but : passe décisive : joueur entré : joueur remplacé : capitaine : carton jaune : carton rouge |
| Lalaina Nomenjanahary         | 90       | 73       | 90       | 88       | 65       | 406      | 1        | 1        | 5        | 5        |          |          | Abréviations et symboles : TT : Total de minutes jouées MJ : Nombre de matchs joués MT : Matchs joués en tant que titulaire : but : passe décisive : joueur entré : joueur remplacé : capitaine : carton jaune : carton rouge |
| Andria Carolus                | 72       | 50       | 90       | 104      | 90       | 406      | 2        | 1        | 5        | 5        |          |          | Abréviations et symboles : TT : Total de minutes jouées MJ : Nombre de matchs joués MT : Matchs joués en tant que titulaire : but : passe décisive : joueur entré : joueur remplacé : capitaine : carton jaune : carton rouge |
| Faneva Andriatsima            | 90       | 90       | 61       | 111      | 90       | 442      | 1        | -        | 5        | 5        |          |          | Abréviations et symboles : TT : Total de minutes jouées MJ : Nombre de matchs joués MT : Matchs joués en tant que titulaire : but : passe décisive : joueur entré : joueur remplacé : capitaine : carton jaune : carton rouge |
| Paulin Voavy                  | 72       | 50       | -        | -        | 65       | 83       | -        | -        | 3        | -        |          |          | Abréviations et symboles : TT : Total de minutes jouées MJ : Nombre de matchs joués MT : Matchs joués en tant que titulaire : but : passe décisive : joueur entré : joueur remplacé : capitaine : carton jaune : carton rouge |
| William Gros                  | -        | -        | 61       | -        | -        | 29       | -        | -        | 1        | -        |          |          | Abréviations et symboles : TT : Total de minutes jouées MJ : Nombre de matchs joués MT : Matchs joués en tant que titulaire : but : passe décisive : joueur entré : joueur remplacé : capitaine : carton jaune : carton rouge |
| Njiva Rakotoharimalala        | -        | 59       | -        | 111      | 76       | 54       | -        | -        | 3        | -        |          |          | Abréviations et symboles : TT : Total de minutes jouées MJ : Nombre de matchs joués MT : Matchs joués en tant que titulaire : but : passe décisive : joueur entré : joueur remplacé : capitaine : carton jaune : carton rouge |
| Total                         |          |          |          |          |          |          |          |          |          |          |          |          | Abréviations et symboles : TT : Total de minutes jouées MJ : Nombre de matchs joués MT : Matchs joués en tant que titulaire : but : passe décisive : joueur entré : joueur remplacé : capitaine : carton jaune : carton rouge |
| équipe de Madagascar          | 90       | 90       | 90       | 120      | 90       | 480      | 7        | 4        | 5        | -        |          |          | Abréviations et symboles : TT : Total de minutes jouées MJ : Nombre de matchs joués MT : Matchs joués en tant que titulaire : but : passe décisive : joueur entré : joueur remplacé : capitaine : carton jaune : carton rouge |